# Kriminalomsorgen
Kriminalomsorgen är en norsk statlig myndighet som har ansvar för att verkställa internering och straff på ett sätt som är betryggande för samhället och motverkar kriminella handlingar. Myndigheten bildades som Fængselsstyrelsen 1875 och sorterar under Justis- og beredskapsdepartementet. Kriminalomsorgen motsvaras i Sverige av Kriminalvården.

## Organisation
Kriminalomsorgen är organiserad i en hierarki bestående av en central nivå med Kriminalomsorgsdiretoratet (Krid, tidigare Kriminalomsorgens sentrale forvaltning, KSF) som är ett direktorat inom  Justitiedepartementet; en regional nivå med sex regionadministrationer; och en lokal nivå med individuella fängelser och frivårdskontor. Därtill kommer Kriminalomsorgens utdanningssenter (KRUS), som bland annat ansvarar för utbildning av fängelseanställda, och Kriminalomsorgens IT-tjeneste (KITT), som har ansvar för utveckling, installation och anpassning av IT-system hos myndigheten.

## Personal
Kriminalomsorgens baspersonal kallas fengselsbetjent. För att bli fengselsbetjent i Norge krävs högskolebehörighet eller annan utbildning eller erfarenhet från människorelaterade yrken och gymnasiekompetens i norska, engelska och samhällskunskap, samt att vara minst 21 år gammal och ha minst ett års yrkeserfarenhet. Aspiranterna genomgår två års utbildning, först ett praktikår med verksamhetsförlagd utbildning vid ett fängelse, sedan ett teoriår vid Fängelseskolan i Oslo. Aspirantutbildningen är avlönad med ca NOK 230 000 per år (2008). En utbildad fengselsbetjent har i grundlön ca NOK 310 000 per år (2008). Övertidsersättning är då inte inräknad.